# Naturschutzgebiet 'Wildnis am Rathsberg'
Naturschutzgebiet 'Wildnis am Rathsberg' este o arie protejată (arie specială de conservare — SAC, sit de importanță comunitară — SCI) din Germania întinsă pe o suprafață de 25,51 ha, integral pe uscat.

## Localizare
Centrul sitului Naturschutzgebiet 'Wildnis am Rathsberg' este situat la coordonatele 49°37′21″N 11°01′57″E / 49.6225°N 11.0325°E.

## Înființare
Situl Naturschutzgebiet 'Wildnis am Rathsberg' a fost declarat sit de importanță comunitară în martie 2001 pentru a proteja un număr necunoscut de specii din flora spontană și fauna sălbatică aflate în arealul zonei. Situl a fost protejat și ca arie specială de conservare în aprilie 2016.

## Biodiversitate
Situată în ecoregiunea continentală, aria protejată conține 1 habitat natural: Păduri pe pante, grohotișuri și ravene de Tilio-Acerion.
La baza desemnării sitului se află un număr nedeclarat de specii protejate.